# Gray Dawn

Gray Dawn este un joc video first-person horror produs de studioul ieșean Interactive Stone în colaborare cu Carbon Incubator. Fiind dezvoltat pe parcursul a trei ani de o echipă restrânsă, formată din trei tineri producători români, jocul a fost lansat pe platforma Steam pe 7 iunie 2018.
Gray Dawn urmărește încercările unui preot de a-și demonstra nevinovăția, acuzat fiind de uciderea unui băiat de altar. Acesta are elemente specifice unui thriller psihologic, infuzat cu elemente religioase. Jocul a primit recenzii foarte pozitive printre utilizatorii Steam, are aprobare 79% din partea GameRankings, iar pe platforma Metacritic a înregistrat un scor de 72.

## Jocul
Gray Dawn este un joc first-person horror, în care jucătorul îl controlează pe părintele Abraham, cu care călătorește și explorează o gamă largă de decoruri și poate interacționa cu diverse obiecte. Pentru ca povestea să avanseze, jucătorul trebuie să rezolve diferite puzzle-uri și să colecționeze șapte icoane ale unor figuri religioase. Jocul are două versiuni de final, una oferită jucătorilor care au colecționat cele șapte artefacte și una pentru cei care nu au reușit.

## Povestea
Jocul începe în ajunul Crăciunului din anul 1920, avându-l ca personaj principal pe preotul Abraham Marcus, care este acuzat de uciderea lui David, unul dintre băieții de altar ai orfelinatului Sf. Anna, aflat sub ocrotirea părintelui. Acesta fusese foarte bolnav, iar comportamentul său era ciudat, supranatural, așa că Abraham a încercat să îl exorcizeze. Procesiunea a eșuat și băiatul a fugit din casă, sărind pe fereastră. David, în viață sau mort, nu a mai fost găsit, iar preotul este acuzat de uciderea sa. Părintele este prins în mijlocul unor evenimente bizare ce implică posesiunea demonică și apriția divină. Scopul său este să-l găsească pe băiat și să-și dovedească nevinovăția.

## Dezvoltare
Jocul a fost creat de echipa Interactive Stone din Iași, formată din artistul grafician George Remus și programatorii Eduard Bursuc și Răzvan Sandu; cei trei s-au cunoscut la locul de muncă, unde proiectau împreună aplicații pentru telefoane mobile. Începând cu anul 2015, ei și-au propus să aducă la viață câteva dintre ideile lui Remus și să pună bazele unui joc video „horror religios” – titluri clasice ale genului horror precum Alone in the Dark, Silent Hill sau Resident Evil au fost menționate de aceștia drept surse de inspirație. Realizatorii lui Gray Dawn au mărturisit că au colaborat cu preoți, au vizitat mai multe locuri sacre, precum ruinele unei biserici din perioada lui Ștefan cel Mare, au participat la înmormântări și au citit multe cărți religioase pentru a se documenta temeinic.
„Preoții ne-au ajutat cu documentarea. E o zonă interesantă și destul de greu de transpus în vizual și am avut nevoie de bibliografie, de cărți unde se găsesc tot felul de povestioare, de insight-uri din ce înseamnă anumite ritualuri. Au văzut jocul. În mod ciudat, am avut destul de mult suport. Până la urmă jocul nu își propune să lezeze pe cineva, nu e nici pro, nici anti, e un joc care surprinde niște elemente de spiritualitate răsăriteană și automat fețele bisericești care au fost îndeajuns de lucide și deschise nu ne-au condamnat cu nimic, dimpotrivă, ne-au felicitat și au considerat că este un demers interesant și unic.”
Pentru a obține finanțarea acestui proiect, realizatorii săi au apelat la o campanie pe platforma Kickstarter, care avea ca scop strângerea a 50.000 de euro; inițiativa nu a avut succes, fiind donați numai 2.542 €. Pentru a convinge potențialii investitori, dezvoltatorii au făcut publice o serie de materiale video care prezentau grafica jocului, dar și materiale auxiliare care descriau povestea sa. Deși această campanie nu a avut succes, cei trei producători au continuat să caute finanțare pentru proiect și  ulterior au ajuns la o înțelegere cu compania de tip „incubator” Carbon. Aceasta le-a oferit atât susținere financiară pentru dezvoltarea jocului, cât și suport în vederea promovării și marketingul produsului.
Jocul Gray Dawn a fost prezentat sub formă de demo la București, în cadrul Comic Con 2017. Tot aici a fost explicată și semnificația titlului său: „Se referă la un nou răsărit, gri, incert, fiind vorba despre un preot care se trezește în mijlocul unui război între bine și rău, el începe să își pună întrebări (...) e în ceață.” Începând cu mai 2018 au apărut în mediul online mai multe materiale de promovare pentru Gray Dawn, fie sub forma unor trailere, fie înregistrări cu jocul propriu-zis. Pe 7 iunie 2018, după trei ani de dezvoltare, jocul este lansat oficial pe platforma Steam. O lună mai târziu Gray Dawn primește un update care conține subtitrări în română, maghiară și germană.

## Recepție
Jocul a primit recenzii foarte pozitive printre utilizatorii Steam, iar din partea criticilor de specialitate a primit recenzii împărțite: are aprobare 79% din partea GameRankings, iar pe platforma Metacritic a înregistrat un scor de 72. Gray Dawn a primit o recenzie favorabilă din partea publicației Digitally Downloaded, care a comparat atmosfera jocului cu cea din serialul Hannibal și a scris că „forța sa reală se află departe de controalele sale decente, de capacitatea sa de a rula economic pe un PC în timp ce arată uimitor și de folosirea tuturor pârghiilor genului horror psihologic pentru a-ți crește pulsul. Dovada se găsește în această budincă cu aromă creștină (...) Acest joc calcă pe linia dintre portretizarea credibilă a religiei din viața reală și folosirea ei sub forma unui manifest artistic, și o elimină complet.” Într-un articol publicat de steemit.com, Gray Dawn este descris drept „un joc indie cu multe realizări. Având o ambianță uimitoare și un aer înfiorător, jocul este un produs horror bun, odată ce poți trece peste accentele sale religioase.”
Site-ul românesc Nivelul2 i-a oferit jocului nota 7.5 și a concluzionat: „S-ar putea să nu fie deloc pe gustul celor care căutau o aventură dinamică, însă poate să îi gâdile pe cei interesați de temele satanice terifiante și estetica ortodoxă. Chestie de gusturi, deși cred că ambele tabere vor avea aceeași părere despre story, punctul cu adevărat vulnerabil.” Într-o recenzie pozitivă oferită de VGP, editorul scrie: „Jocul abordează un subiect destul de sensibil, însă îl tratează cu deplină seriozitate și încearcă să impună câteva idei reale despre păcat și sacrificiu. Are deficiențele sale odată ce îndepărtezi vopseaua de suprafață, însă este cu siguranță unul dintre cele mai memorabile jocuri pe care le-am abordat.” Recenzorii Honest Gamers i-au oferit scorul 4/5 și au scris: „Gray Dawn a găsit echilibrul perfect între teroarea psihologică și gloria admirativă. Jocul pictează excelent lupta interioară a unui personaj între bine și rău (...) Gray Dawn nu este al doilea Mesia al jocurilor horror, însă cu siguranță este un pas în direcția cea bună pentru un gen care mult prea des este fixat pe demonizarea personajelor negative”.

Cimitirul Vesel din Săpânța a servit drept sursă de inspirație pentru realizarea uneia dintre locațiile din joc. Criticii au apreciat designul și simbolurile religioase folosite.

Site-ul italian Multiplayer.it a lăudat Gray Dawn pentru povestea sa interesantă, pentru temele, simbolurile și ideile fascinante, dar și pentru execuția tehnică foarte bună, criticând „puzzle-urile prea simple și desfășurarea prea liniară a jocului”. Publicația grecească GameOver.gr a observat: „având o poveste bine scrisă și interesantă, acest joc indie urmărește un subiect arareori văzut în jocurile video, biserica ortodoxă, și oferă o călătorie atmosferică spre supranatural.” Gray Dawn a fost bine primit în Polonia, unde site-ul GamerWeb.pl i-a oferit nota 8.5 și și-a sfătuit cititorii „să nu fie descurajați de toate elementele religioase, deoarece acestea reprezintă partea cea mai bună oferită de joc.” Publicația Polygamia.pl apreciază Gray Dawn drept „o interpretare contemporană a ideilor medievale și renascentiste de corupție, judecată, căutarea salvării și eliberarea față de sentimentul de vinovăție. Acest titlu ne salvează de banalitatea producțiilor anterioare ale genului care au abordat temele religioase.”  În Cehia, site-ul Zing.cz a oferit jocului nota 8 și a apreciat originalitatea, atmosfera inedită și temele abordate, dar și coloana sa sonoră, care oferă jucătorului o experiență aproape meditativă.
The Overpowered Noobs au comentat: „Gray Dawn se adresează unui public mai larg decât te-ai aștepta, tocmai pentru că nu este un joc horror standard. Din contră, el creează o atmosferă uimitoare și o stare permanentă de suspans fără să folosească (prea multe) clișee, iar povestea sa bine dezvoltată creează o senzație unică.” Softpedia a oferit calificativul 4/5 și a scris: „să spui că Gray Dawn este un joc ciudat ar fi o afirmație modestă. Dacă vrei un joc care să abordeze teme precum exorcismul, ritualurile păgâne, venerația lui Dumnezeu, atunci acesta cu siguranță se potrivește.” Aceeași sursă a lăudat componentele grafice și narative ale titlului, însă a criticat folosirea exagerată a icoanelor și motivelor religioase. Cea mai acidă recenzie a fost oferită de GameSpace, care spunea că „deși Gray Dawn are o poveste plină de potențial, decorurile sale sunt foarte bine realizate, iar portretul realizat asupririi este măreț, aceste elemente sunt puternic împovărate de calitatea îndoielnică a actorilor, de mișcările ciudate ale personajelor și de accentul pus în prea mare măsură pe deplasarea personajului și mai puțin pe acțiunea propriu-zisă”.